# Mick Hill
Mick Hill (* 22. Oktober 1964 in Leeds) ist ein britischer Leichtathlet, der rund 15 Jahre lang zur Weltspitze im Speerwurf zählte. Nachdem er sich 1985 erstmals bei den britischen Landesmeisterschaften platzieren konnte, war er noch bis ins 21. Jahrhundert hinein aktiv.

## Karriere
Zwischen 1986 und 2002 vertrat Hill sein Land ohne eine einzige Unterbrechung bei sämtlichen leichtathletischen Großveranstaltungen:
- vier Olympischen Spiele – 1988 in Seoul, 1992 in Barcelona, 1996 in Atlanta und 2000 in Sydney,
- sieben Weltmeisterschaften – 1987 in Rom, 1991 in Tokio, 1993 in Stuttgart, 1995 in Göteborg, 1997 in Athen, 1999 in Sevilla und 2001 in Edmonton sowie
- fünf Europameisterschaften – 1986 in Stuttgart, 1990 in Split, 1994 in Helsinki, 1998 in Budapest und 2002 in München.

Hinzu kommen vier Starts bei den Commonwealth Games 1986 in Edinburgh, 1990 in Auckland, 1994 in Victoria und 1998 in Kuala Lumpur.
Hills erstes internationales Jahr war das Jahr 1986, als er sowohl bei den Commonwealth Games in Edinburgh als auch bei den Europameisterschaften in Stuttgart an den Start ging. In Edinburgh gewann er mit 78,56 m die Silbermedaille hinter David Ottley (Gold mit 80,62 m), in Stuttgart kam er mit 77,34 m auf Platz acht.
Vier Jahre später, 1990 in Auckland und Split ergab sich fast die gleiche Situation: Hill gewann seine zweite Silbermedaille hinter Steve Backley (83,32 m bzw. 86,02 m) und lag bei den Europameisterschaften in Split nach der Qualifikation erneut auf Platz acht. Diesmal konnte er sich im Finale jedoch steigern und kam mit 82,38 m auf Platz vier, nur 28 cm hinter dem Schweden Patrik Bodén, der die Bronzemedaille gewann.
Bei den Commonwealth Games 1994 in Victoria unterlag Hill einmal mehr seinem Landsmann Backley (81,84 m bzw. 82,74 m) und durfte die dritte Silbermedaille mit nach Hause nehmen. Beim Europacup in Birmingham kam er mit 85,28 m auf Platz drei. Diesen Trost konnte er gut gebrauchen, denn bei den Europameisterschaften in Helsinki im gleichen Jahr musste er eine bittere Niederlage hinnehmen. In der Qualifikation warf er 84,44 m, eine Weite, die nur von Seppo Räty übertroffen wurde – und im Finale für die Silbermedaille gereicht hätte. Dort aber kam er nicht über 80,66 m hinaus und endete damit auf Platz sechs.
Auf dieses Tief folgte jedoch ein Hoch: Zwar gab es bei den Commonwealth Games 1998 diesmal nur die Bronzemedaille (83,80 m) hinter Steve Backley (Silber mit 87,38 m) sowie dem Südafrikaner Marius Corbett (Gold mit 88,75 m), dafür jedoch war er erstmals bei einer Europameisterschaft erfolgreich. In Budapest sah es nach der Qualifikation zunächst nicht besonders gut für Hill aus, denn er lag mit 80,14 m nur auf Platz zehn. Im Finale jedoch explodierte er förmlich und gewann mit 86,92 m die Silbermedaille hinter Steve Backley und vor dem Deutschen Raymond Hecht. Folgender Vergleich zeigt, dass die Platzierung auch der Leistungskonstanz der drei Athleten entsprach:
- Backley: 89,72 (1.) – 85,69 (4.) – 84,87 (6.)
- Hill: 86,92 (5.) – 85,77 (4.) – 85,72 (6.)
- Hecht: 86,63 (3.) – 85,68 (1.) – 83,51 (2.)

Erfolgreich war Hill auch bei Weltmeisterschaften. Sein Debüt 1987 in Rom beendete er mit einem respektablen siebten Platz (79,66 m). 1991 in Tokio, wo er als Zwölfter der Qualifikation gerade noch ins Finale gelangt war, konnte er sich von 79,54 m auf 84,12 m steigern, die Platz fünf bedeuteten. Von der Bronzemedaille trennten ihn noch gute drei Meter. Zwei Jahre später, 1993 in Stuttgart, warf er mit 80,78 m die viertbeste Weite der Qualifikation und steigerte sich im Finale auf 82,96 m. Damit gewann er die Bronzemedaille hinter dem Tschechen Jan Železný (Gold mit 85,98 m) und dem Finnen Kimmo Kinnunen (Silber mit 84,78 m). Folgender Vergleich der drei besten Würfe der Medaillengewinner zeigt, dass Hill zwar an Zelezny nicht herankam, Kinnunen jedoch nur knapp unterlegen war:
- Zelezny: 85,98 (5. Versuch) – 84,62 (6.) – 83,82 (4.)
- Kinnunen: 84,78 (3.) – 82,46 (6.) – 81,72 (5.)
- Hill: 82,96 (6.) – 82,89 (1.) – 81,48 (5.)

Das Jahr 1993 sollte Hill noch weitere Erfolge bescheren. Beim Finale des Grand Prix in London und beim Europacup in Rom belegte er die Plätze drei bzw. zwei.
Bei den folgenden Weltmeisterschaften – 1995 in Göteborg, 1997 in Athen und 2001 in Edmonton hatte Hill gleich dreimal großes Pech. In Göteborg hätte ihm seine beste Weite von 83,54 m die Silbermedaille eingetragen, wenn er sie nicht in der Qualifikation, sondern im Finale geworfen hätte, wo er nur auf 81,06 m und Platz sechs kam, und in Athen verfehlte er die Bronzemedaille, die an den Griechen Konstandinos Gatsioudis ging, um ganze zehn Zentimeter. Dies war umso ärgerlicher, als Hill, wie folgender Vergleich der drei besten Würfe beider Athleten zeigt, der eigentlich Überlegene war:
- Gatsioudis: 86,64 (2.) – 83,98 (3.) – 81,70 (1.)
- Hill: 86,54 (2.) – 84,48 (1.) – 83,64 (4.)

In Edmonton schließlich hatte er in der Qualifikation verheißungsvolle 84,88 m vorgelegt, um im Finale regelrecht einzubrechen: Dort hatte er nur einen einzigen gültigen Versuch, der bei bescheidenen 77,81 m landete. So blieb ihm nur der Trost, dass auch 84,88 m nicht für eine Medaille gereicht hätten.
Bei den Weltmeisterschaften 1999 in Sevilla war er als 14. der Qualifikation mit 80,75 m nicht ins Finale gekommen.
Olympische Ehren blieben Hill indessen versagt. Bei den Spielen 1988 in Seoul kam er mit 77,20 m auf Platz 20. Bei den darauf folgenden Spielen konnte er sich zwar für das Finale qualifizieren, musste den Wettkampf jedoch regelmäßig schon nach drei Würfen beenden, da er kein Mal unter die ersten acht gekommen war.

### Leistungsentwicklung
| Jahr      | 1986  | 1987  | 1988  | 1990  | 1991  | 1992  | 1993  | 1994  | 1995  | 1996  | 1997  | 1998  | 1999  | 2000  | 2001  | 2002  |
| Weite (m) | 78,56 | 85,24 | 81,30 | 83,60 | 86,32 | 85,32 | 86,94 | 86,36 | 84,14 | 81,42 | 85,42 | 83,94 | 84,94 | 83,71 | 83,42 | 82,90 |

### Platzierungen bei den britischen Meisterschaften
| Jahr      | 1985       | 1987          | 1989       | 1990          | 1991          | 1992       | 1994          | 1995          | 1996       | 1998       | 2000       | 2001       | 2002       | 2003       | 2004       |
| Weite (m) | 79,56 (2.) | 81,68 MEISTER | 79,94 (2.) | 81,22 MEISTER | 84,54 MEISTER | 85,32 (2.) | 84,60 MEISTER | 80,54 MEISTER | 81,42 (2.) | 81,55 (2.) | 80,28 (3.) | 79,98 (2.) | 77,86 (1.) | 76,35 (1.) | 79,00 (3.) |